# Ruhrort
Ruhrort – historyczna dzielnica portowa Duisburga. Ruhrort posiada największy port rzeczny w Europie, z nabrzeżami rozciągającymi się wzdłuż rzeki o prawie 40 kilometrów i jest głównym portem żeglugi śródlądowej w Niemczech.

## Historia

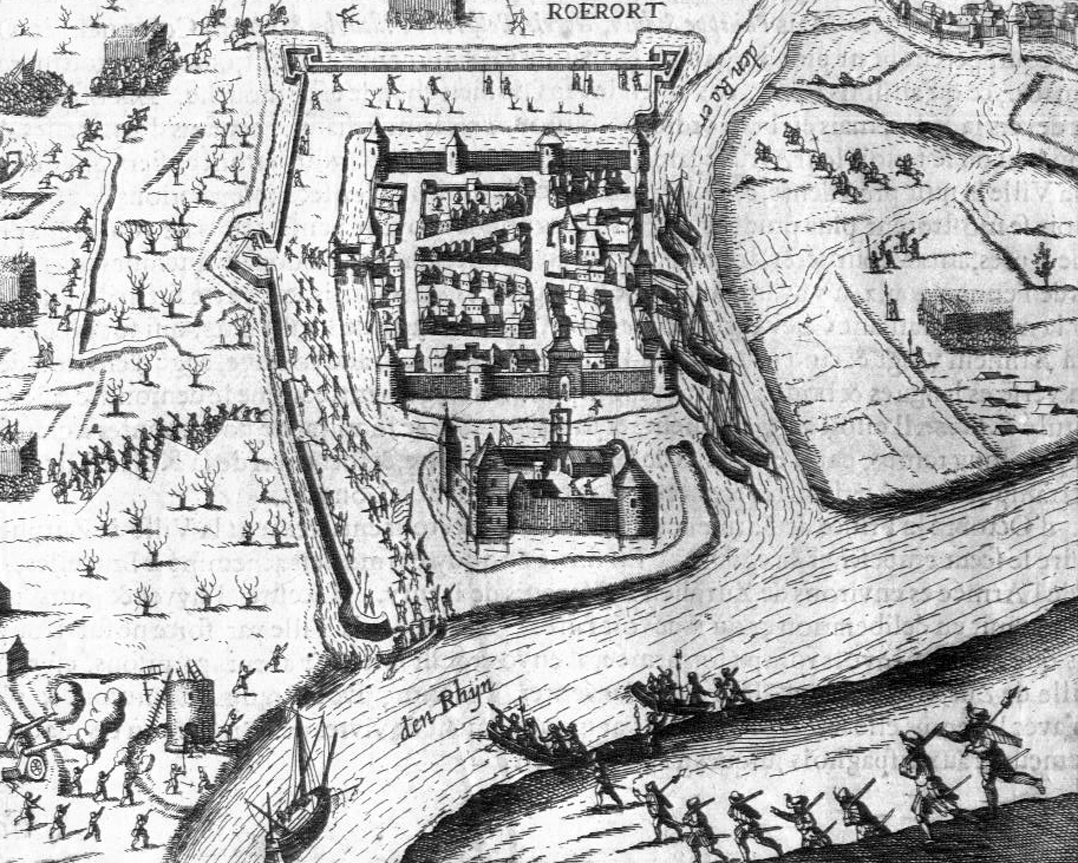
Miasto (dzisiaj dzielnica Duisburga) Ruhrort z zamkiem (1587).

Początki Ruhrortu, wcześniej „Roerortu” sięgają XIV wieku – kiedyś znajdował się tam urząd celny nad Renem, który został później połączony za pomocą systemów konstrukcyjnych z obiektem zamkowym. Wkrótce potem rozwinęła się tam skromna osada, która otrzymała wówczas prawa miejskie. Mur, który został zbudowany później i zburzony w XIX wieku, zamykał prawie całe kwadratowe stare miasto Ruhrortu, które miało tylko 1,5 hektara. Niestety stare miasto Ruhrortu już nie istnieje. Dzisiaj Ruhrort jest jedną z wielu dzielnic przyłączonych do miasta Duisburg.

## Osoby związane z Ruhrortem
- Aletta Haniel (1742–1815) – przedsiębiorczyni;
- Franz Haniel (1779–1868) – przedsiębiorca;
- Hermann Adam von Kamp (1796–1867) – nauczyciel, lokalny historyk i pisarz;
- Hugo Haniel(inne języki) (1810–1893) – przedsiębiorca;
- Carl Haniel(inne języki) (1811–1861) – przedsiębiorca;
- Ludwig Haniel(inne języki) (1817–1889) – przedsiębiorca;
- Adolf Krummacher (1824–1884) – protestancki teolog i kompozytor pieśni kościelnych;
- Friederike Kronau (1841–1918) – aktorka;
- Franz Haniel junior(inne języki) (1842–1916) – przedsiębiorca, przemysłowiec, polityk i członek pruskiego dworu;
- Friedrich Albin Hoffmann(inne języki) (1843–1924) – anatomista i internista;
- August Kraus (1868–1934) – rzeźbiarz;
- Ludwig Tübben (1869–1946) – specjalista do spraw górnictwa;
- Tony Werntgen (1875–1954) – pionierka lotnictwa;
- Amalie Weidner-Steinhaus (1876–1963) – lokalna poetka;
- Joseph Stoffels(inne języki) (1879–1923) – biskup pomocniczy w Kolonii;
- Gustav Sander (1881–1955) – niemiecki związkowiec i polityk (SPD);
- Adolf Uzarski(inne języki) (1885–1970) – pisarz, malarz i grafik;
- Eugen Ferdinand Hoffmann (1885–1971) – pisarz;
- Otto Heyer (1890–1945) – kapitan górniczy urzędu górniczego w Bonn;
- Johanna Niederhellmann (1891–1956) – bojowniczka ruchu oporu przeciwko narodowemu socjalizmowi;
- Cläre Prem (1899–1988) – niemiecka poetka.

## Zabytki (wybrane)[3]
- Haniel Museum;
- Zabytkowy cmentarz, na którym spoczywają między innymi członkowie rodziny – Haniel;
- Most Friedricha-Eberta – (niem. Friedrich-Ebert-Brücke);
- Most Karl-Lehr – (niem. Karl-Lehr-Brücke);
- Sąd rejonowy w Duisburgu, na Ruhrorcie – (niem. Amtsgericht Duisburg-Ruhrort);
- Oscar Huber – statek, na którym znajduje się dzisiaj muzeum;
- Muzeum Niemieckiej Żeglugi Śródlądowej – (niem. Museum der Deutschen Binnenschifffahrt);
- Port na Ruhrorcie w Duisburgu – (niem. Duisburg-Ruhrorter Häfen);
- Kasteel Ruhrort;
- Kościół Jakuba – (niem. Jakobuskirche).

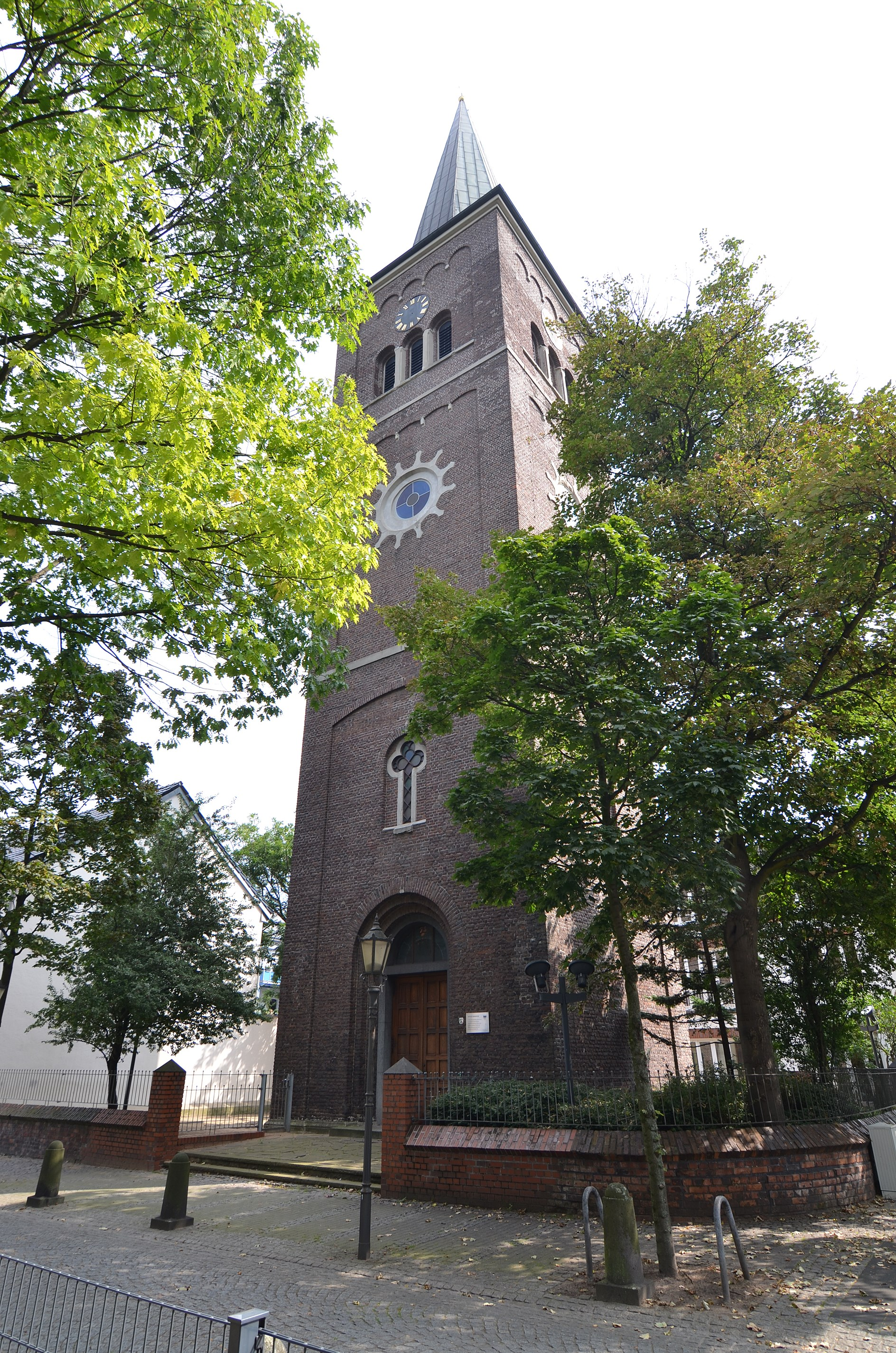
Zachowana wieża kościoła św. Jakuba (2014).
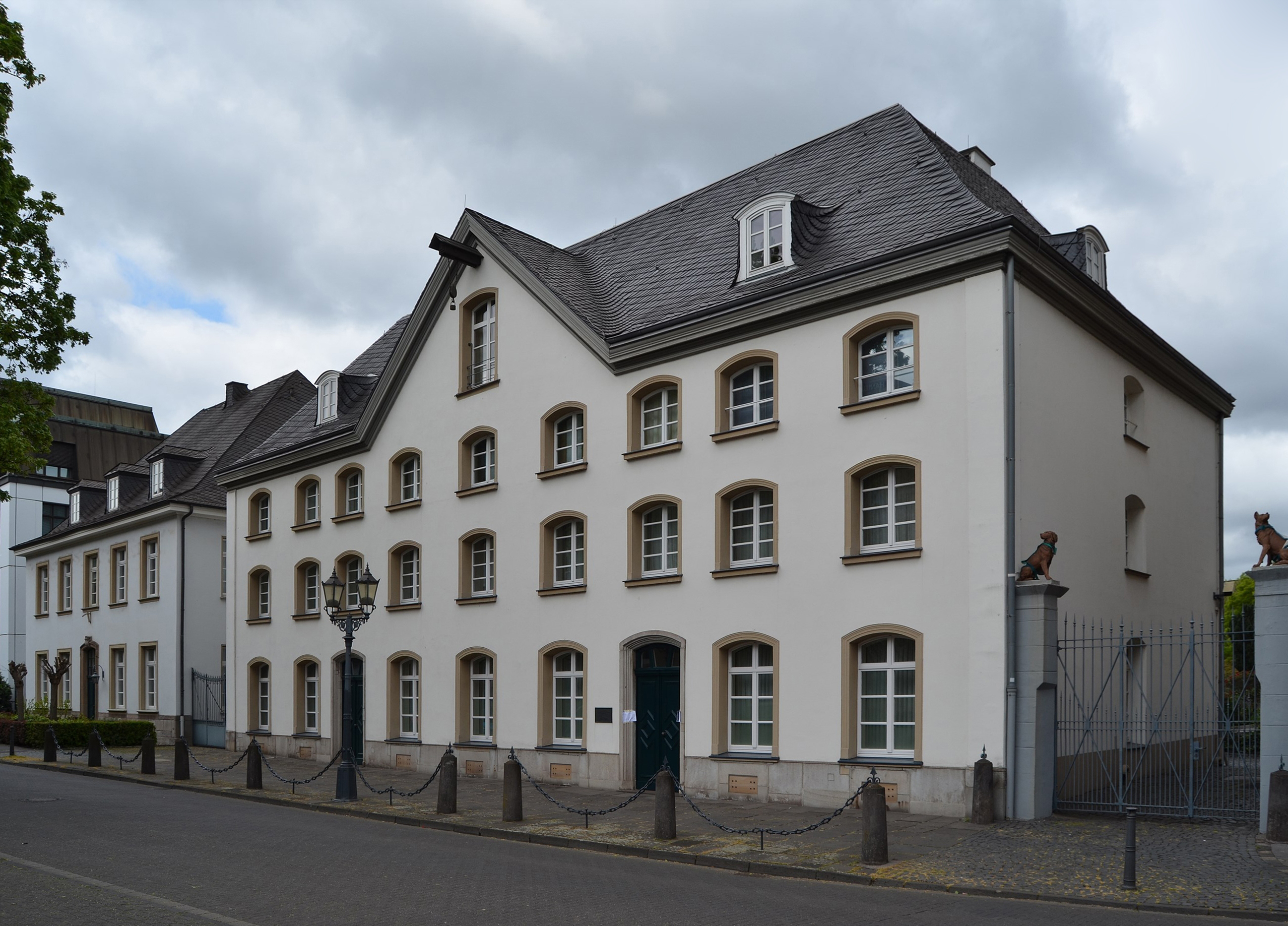
Muzeum rodziny Haniel (2014).
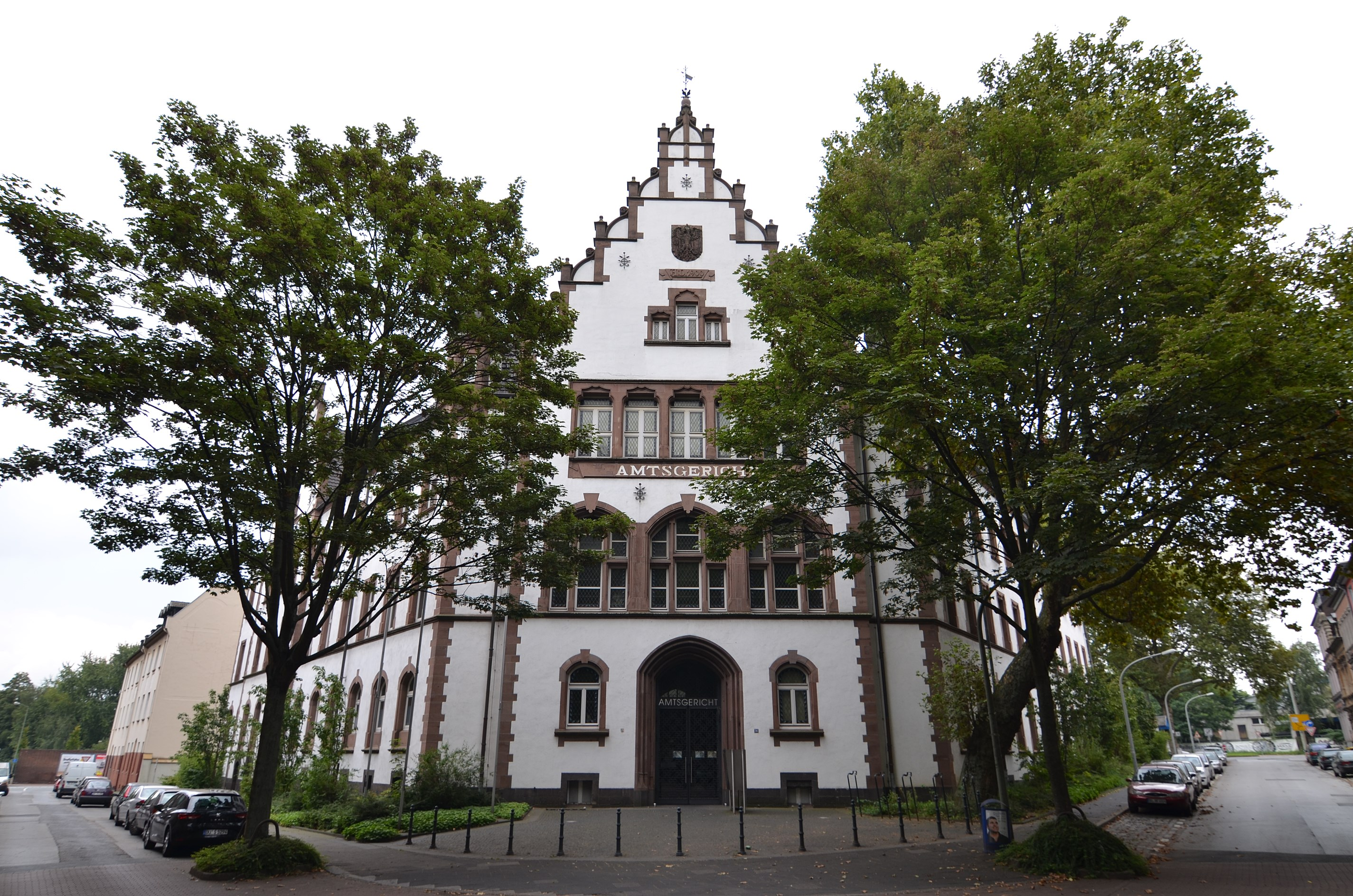
Sąd rejonowy (2014).
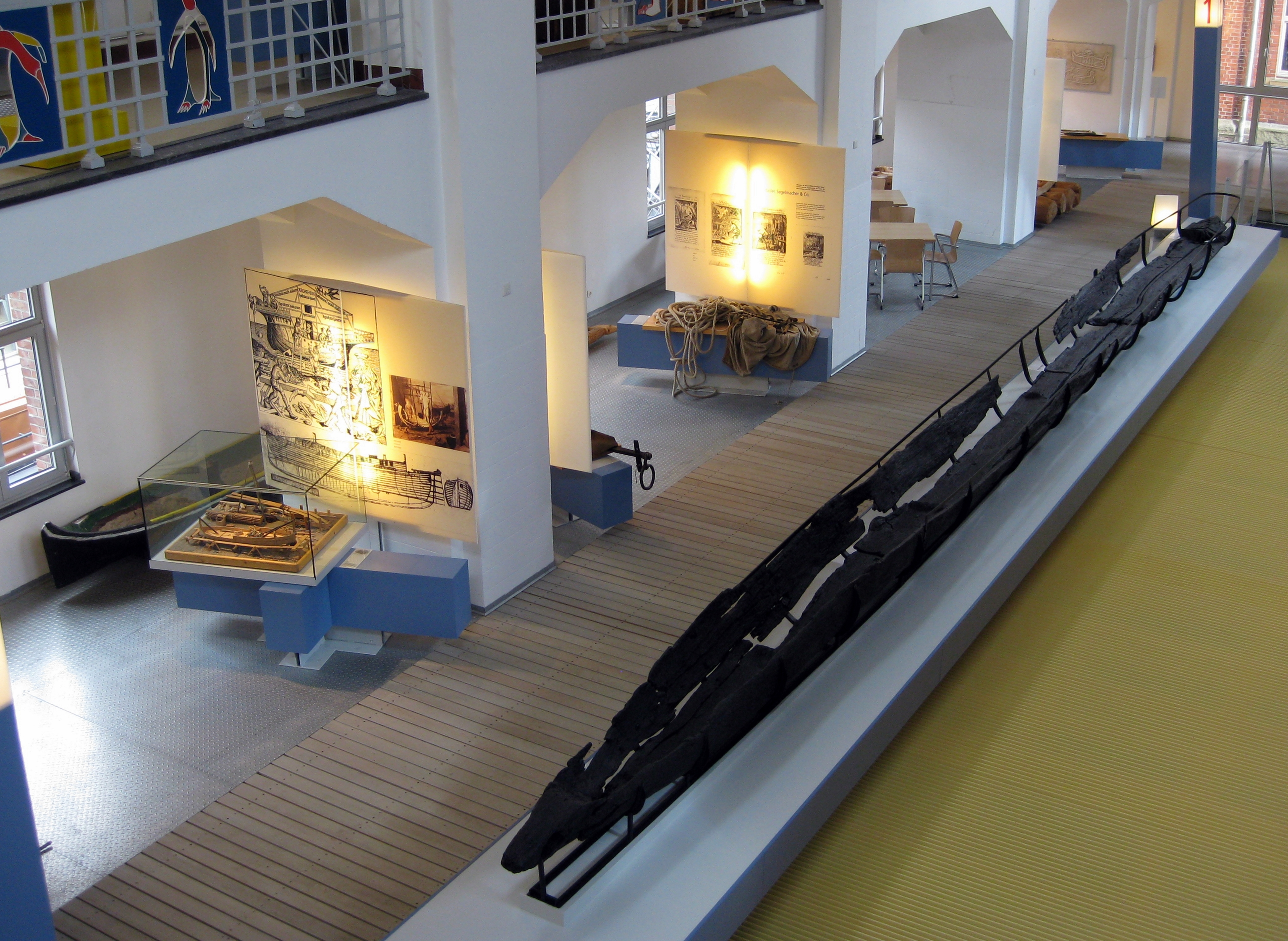
Muzeum Niemieckiej Żeglugi Śródlądowej (2009).